# Sten Bodvar Liljegren
Sten Bodvar Liljegren (* 8. Mai 1885 in Orrefors, Schweden; † 30. Dezember 1984) war ein schwedischer Anglist.

## Leben
Liljegren wurde an der Universität Lund promoviert und war dort ab 1918 Dozent für englische Sprache. In Lund gab er 1924 die internationale humanistische Zeitschrift Li’tteris heraus.
Von 1926 bis 1939 war er Professor für englische Philologie an der Universität Greifswald und dort Direktor des Englischen Seminars. Schwerpunkt von Liljegrens Tätigkeit war die neuere englische und amerikanische Literatur. Seine Zeit in Greifswald unterbrach er 1930/31 durch eine einjährige Gastprofessur an der Columbia University in den Vereinigten Staaten. Liljegren war Mitherausgeber der Buchreihe Greifswalder Beiträge zur Literatur- und Stilforschung, die von 1933 bis 1940 erschien.
Im Jahre 1939 folgte Liljegren einem Ruf an die Universität Uppsala. Im nationalsozialistischen Deutschland galt er danach als persona non grata. 
Nach dem Zweiten Weltkrieg, als er bereits emeritiert war, lehrte er von 1954 bis 1957 noch einmal in Greifswald, und zwar als Gastprofessor an seinem alten Lehrstuhl.